# Nekropole von Manerba del Garda

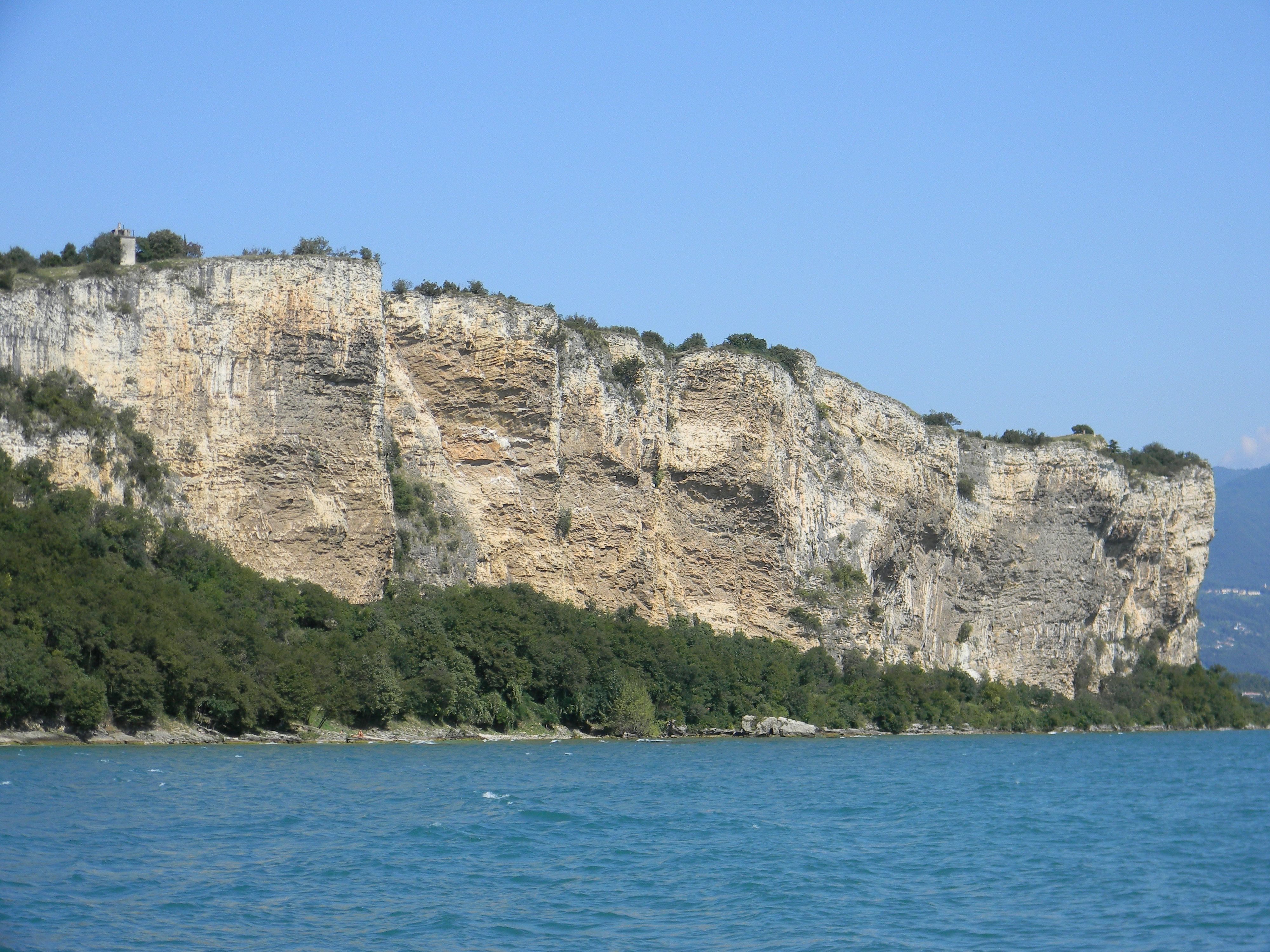
Die Steilwand über der Fundstelle

Die kupfersteinzeitliche Nekropole von Manerba del Garda, auch Riparo Valtenesi (dt. Abri Valtenesi) genannt, wurde zwischen 1976 und 1994 am Westufer des Gardasees ausgegraben. Die Kammern der Kollektivgräber waren aus Holz, was im restlichen Megalithgebiet bisweilen vereinzelt vorkommt z. B. in Ostengland. Die Anlagen von Manerba sind die bekanntesten Anlagen dieser Art in Norditalien, abgesehen von den weitläufigen und in ein Museum integrierten Megalithanlagen von Saint-Martin-de-Corléans, etwas außerhalb von Aosta. Die Praxis der Kollektivbestattung unter Abris und in Höhlen wird am südlichen Alpenrand mit der „Civate Gruppe“ verbunden. Abribestattungen und Statuenmenhire finden sich auf der Achse zwischen dem Gardasee und dem Etschtal.

## Lage
Die Nekropole liegt am Fuße der Felswand des Monte Sasso unter dem Felsüberhang „Riparo Valtenesi“. Die Fundstätte liegt etwa 90 m über dem Meeresspiegel und 20 m über dem Spiegel des Gardasees und hat eine Nord-Süd-Ausdehnung von 60 m. Die archäologischen Schichten sind in der römischen Zeit beim Kalksteinabbau beschädigt worden, doch konnten acht Grabkomplexe untersucht werden, da die römischen Arbeiter es vermieden, die Bestattungen zu stören und ließen diese als Inseln zurück. Warum sie die Gräber verschonten, ist nicht bekannt. Vielleicht aus Ehrfurcht vor den Toten oder wegen eines Gesetzes des Augustus, das es verbot Gräber zu schänden.
Die Gräber wurden durch Kiesböden von etwa 2,0 × 1,0 m angezeigt. Spuren der Holzkammern wurden bei drei Anlagen gefunden.

## Die nördlichen Kammern

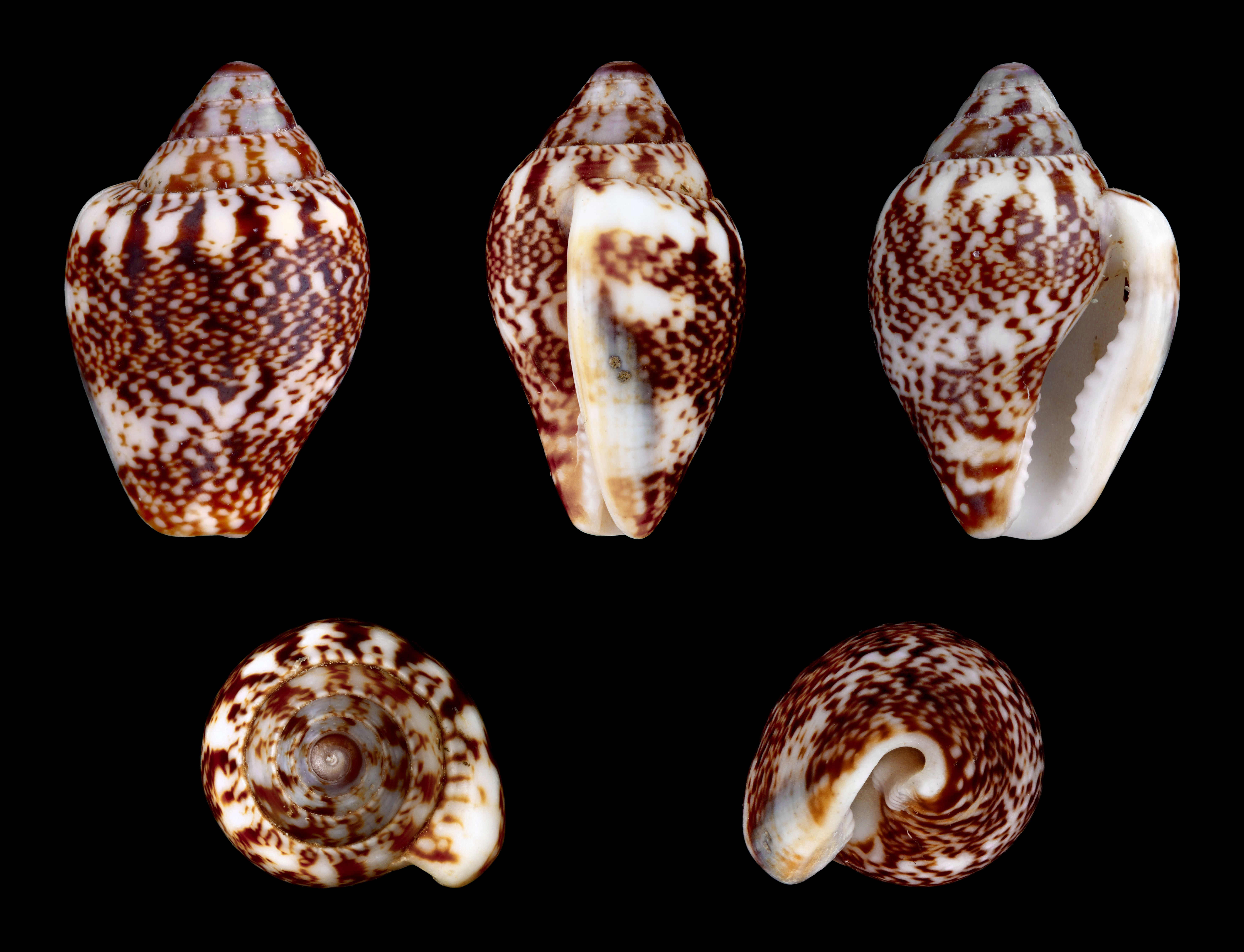
Columbella rustica

Den Überblick über die Aktivitäten liefert eine Gräbergruppe (MS 132-135), die als die „nördlichen Kammern“ bekannt sind. Vor ihrer Anlegung nivellierte man die Oberfläche des Felsens. Rituelle Handlungen standen im Zusammenhang mit einigen Feuerstellen, sowie zwei großen Pfosten, die ähnlich wie in Aosta, hölzerne Statuen gewesen sein können.
Von Interesse waren die Grabbeigaben, darunter Keramik, Pfeilspitzen und Steinbeile, vor allem aber weiße Calcit- und schwarze Specksteinperlen, sowie bunte Muscheln der Meeresschnecke Columbella rustica. Insgesamt wurden mehr als 2000 Stück gefunden, alle scheinen als Perlenketten niedergelegt worden zu sein – manchmal nach der Dekarnation. Kupfer war in Form von kleinen Ahlen und Perlen vorhanden. Die bei jeder Bestattung gefundenen Perlen gehören zu 17 einzelnen Ketten. In einem Fall wurde eine verkohlte Schnur gefunden, die sich als tierische Faser erwies. Die gefundenen Tierknochen stammen von Hund oder Wolf, die Zähne von Schweinen.
Viele Gräber scheinen absichtlich in Brand gesetzt worden zu sein. Sie brachen zusammen und die Plattform wurde von Geröll bedeckt. Mehrere Feuerbestecke, wurden auf dem Gelände gefunden, zwei lagen in den niedergebrannten Kammern. Die Plattformen waren von flachen Steinhaufen bedeckt, die intern Reihen von Findlingen aufwiesen, die strukturelle oder symbolische Bedeutung hatten, da sie, neben der Holzkonstruktion, die Bestattungen umschlossen, so dass deren Inhalt, in drei Fällen seit dem 3. Jahrtausend v. Chr. ungestört blieb.
Auf den Plattformen wurden große Mengen von Früchten, Getreide und Samen verbrannt und rundum in Schichten deponiert. Eine kleine Feuerstelle wurde gefunden, wo viele Pflanzen verbrannt wurden. Verbranntes Obst lag in der Kammer 133 und in einer Steinkiste mit einer Kinderbestattung.
Einige Gräber wurden zerstört, andere verbrannt. In einigen fehlte der Schädel, in anderen nicht. Die Vielfalt der Praxis wurde auch an anderer Stelle festgestellt. Zum Beispiel unterschieden sich die südlichen Kammern völlig von den anderen. Hier befand sich unter dem Boden der Kammer eine doppelte Grube mit zerstückelten und zerbrochenen Knochen einer einzelnen Person, die dekarniert waren.
Noch heute hat die Sasso eine ikonische Bedeutung für die Region, was in ihrem Gebrauch im Stadtwappen zum Ausdruck kommt. Eine ähnliche Kombination von Nischen, Abris und Felswänden der sogenannten Civate-Gruppe, wurde im nahen „Monte Covolo“ gefunden.

## Kontext
Trotz der lokalen Ideologie zeigt das Bestattungsritual bemerkenswerte Ähnlichkeit mit der in hölzernen Kammern aus Lang- und Rundhügeln in Großbritannien und anderswo in Nordeuropa, die man fast tausend Jahre vor der Nekropole von Manerba errichtet hatte.
Weitere archäologische Funde vom Abri sind ebenfalls von Interesse. In einem kleinen Siedlungsbereich, der an den Übergang von der Mittel- zur Jungsteinzeit (um 5000 v. Chr.) datiert werden kann, wurde Keramik der frühneolithischen Vhò- beziehungsweise Gaban-Kultur zusammen mit Relikten der Feuersteinindustrie der spätmittelsteinzeitlichen Castelnovien-Kultur entdeckt. Die Funde befinden sich im Archäologischen Museum von Valtenesi.